# منطقة حميربور
حميربور (بالأردية: حمیرپور) رمزها «HA» (بالإنجليزية: Hamirpur)‏ ، هو تقسيم إداري لدولة الهند تتبع ولاية هيماجل برديش (بالإنجليزية: Himachal  Pradesh)‏ ، مركزها هو مدينة حميربور (بالإنجليزية: Hamirpur)‏ عدد سكانها حسب تعداد سنة 2001 هو 412,009 ، مساحتها 1,118 كم² وكثافة السكان 369 لكل كم² .